# Martin Gore
Martin Lee Gore (Dagenham, 23 luglio 1961) è un chitarrista, tastierista e cantautore inglese, membro del gruppo Depeche Mode.
Nella prima formazione del gruppo, il suo ruolo era soprattutto quello di tastierista, ma dopo l'abbandono di Vince Clarke, è diventato anche autore delle canzoni. Dal 1988, conseguentemente all'introduzione massiccia della chitarra nel sound della band, dal vivo ha iniziato ad alternare le tastiere a questa, il suo vero strumento. Altri suoi compiti sono sempre stati i cori e la voce principale in alcune canzoni.
Grazie alle sue canzoni Gore è uno dei compositori ed autori migliori nel panorama musicale contemporaneo, a partire dall'elettronica, passando per il pop e arrivando sino al rock.
Nel 2020 è stato inserito nella Rock and Roll Hall of Fame come membro dei Depeche Mode.

## Carriera

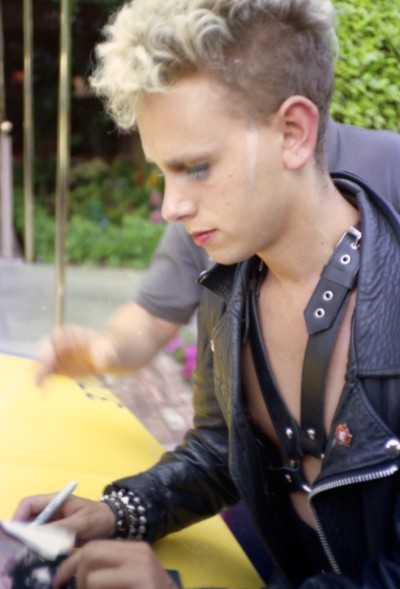
Martin Gore a Los Angeles nel luglio 1986

Martin lascia la St. Nicholas's Comprehensive School nel 1977 quando trova lavoro come impiegato presso la banca National Westminster. Nel tempo libero, però, suona la chitarra nella band Norman and the Worms, accompagnando la voce di Philip Burdett.
Poi è la volta dei French Look, dove suona assieme a Vince Clarke (futuro collega nella prima formazione dei Depeche Mode), con Robert Marlow alla voce.
Nel 1980, Martin incontra Andrew Fletcher, detto Fletch, al club Van Gogh, che lo invita a unirsi al gruppo che egli forma con Vince Clarke, chiamato Composition of Sound. Di lì a poco, anche Dave Gahan si unisce a loro, e la band cambia nome in Depeche Mode.
Agli esordi, la band è capitanata da Clarke, che scrive la maggior parte del materiale per il primo disco, Speak & Spell, risalente al 1981. Gore contribuisce con la scrittura di due canzoni, Tora! Tora! Tora! e Big muff (strumentale) e la voce su una terza, Any second now (Voices). Subito dopo il disco, Vince lascia il gruppo, e Martin prende in mano la situazione, diventando l'autore dei brani. In effetti aveva scritto canzoni sin da quando aveva 14 anni, e prendendo il meglio del suo repertorio riesce a mettere insieme un nuovo disco, A Broken Frame.
Successivamente all'entrata nel gruppo di Alan Wilder, Martin cede a questo i doveri della produzione, concentrandosi principalmente sul songwriting e sui testi. Gira voce che per avere un esempio di quanto incida l'operato di Wilder sul lavoro di Gore, si possa prendere in considerazione il brano Enjoy the Silence: infatti, il demo preparato da Martin era solo una ballata in Do minore suonata con un semplice Harmonium. Successivamente Wilder, con l'aiuto del produttore Flood, è riuscita a trasformarla nella versione che oggi si conosce.
I testi di Martin si incentrano prevalentemente, come dice lui stesso, sulle relazioni tra persone, sconfinando talvolta in considerazioni nichilistiche sul genere umano. Per questo un tema che ricorre spesso nelle sue canzoni (e in particolare in quelle che canta lui stesso, come A Question of Lust, Judas o One Caress) è quello dell'amore, cosa che ha fatto sì che i suoi testi, relativamente semplici, siano apprezzati da un vasto pubblico da ormai più di 20 anni.
Comuni sono le allusioni alla religione in particolare ai testi biblici, alla Germania divisa (soprattutto nei lavori discografici degli anni ottanta), all'inquietudine dell'uomo nella storia.
Parallelamente alla carriera con i Depeche Mode, Martin ha pubblicato due dischi di cover (Counterfeit), come tributo ai suoi "maestri". In questi dischi ha riarrangiato in chiave moderna e ricantato pezzi come By This River di Brian Eno e Loverman di Nick Cave, oltre che altri di David Essex, Lou Reed, John Lennon, Durutti Column, Sparks e molti altri. Con lo stesso spirito ha anche partecipato al disco Tower of Song - The Songs of Leonard Cohen, tributo a Leonard Cohen da parte di artisti come Sting, Bono, Tori Amos ed Elton John. Martin ha contribuito con una cover di Coming Back to You. Nel 2006 collabora all'album di Gwen Stefani The Sweet Escape, suonando la chitarra nel brano Wonderful Life.
Nel 2012 fonda insieme a Vince Clarke il progetto VCMG, con il quale produce un album intitolato Ssss.
Nel 2015 con lo pseudonimo MG annuncia l'uscita dell'omonimo album strumentale intitolato MG anticipato dal singolo Europa Hymn.

## Vita privata
Nato a Dagenham, passò in questa cittadina la propria infanzia dato che i genitori lavoravano alla locale fabbrica di automobili della Ford. In seguito, si trasferì con la famiglia prima a Hornchurch e quindi a Basildon, una delle "New Town" costruite per accogliere i nuovi residenti provenienti dai sobborghi di Londra. All'età di 13 anni fu informato dalla madre che il padre che viveva con loro non era il suo genitore naturale (dopo la nascita della figlia Viva Lee apprese anche che era nero, un soldato americano e lo incontrò in Virginia dove viveva)..
Alla stessa età ricevette in regalo una chitarra dai genitori e con alcuni amici formò il suo primo gruppo: i "Norman and the Worms". A scuola era sia un bravo allievo con buoni voti che un ragazzo irrequieto che si rese protagonista di episodi di bullismo.
"Odiavo Basildon. Volevo scappare il prima possibile. Penso che stare in una band fosse una via di fuga. C'era davvero poco da fare. È uno di quei posti dove ti dai al bere perché è l'unica possibilità."
Dopo la scuola, con ottimi voti in tedesco e francese, trovò lavoro in una banca della City londinese che lasciò dopo un anno e mezzo per dedicarsi alla carriera musicale. Di quell'esperienza ricorda: "Un posto trovato da mia madre, che non sopportava di vedermi vagare per casa. Ma non ero soddisfatto, diciamo che non mi sono accontentato. Con i soldi guadagnati in banca mi sono comprato il sintetizzatore più economico dell'epoca, e nel tempo libero suonavo sognando di fare il musicista. Siamo stati fortunati. Il successo è arrivato subito, dopo un anno eravamo già a Top of the Pops. Il mio consiglio quindi è provarci, sempre, o almeno per un po'".
Nel 1987 Martin conobbe a Parigi l'allora modella Suzanne Boisvert. I due si sposarono il 27 agosto del 1994, dalla loro unione sono nati tre figli: Viva Lee Gore (nata il 6 giugno 1991), Ava Lee Gore (21 agosto 1995) e Calo Leon Gore (27 luglio 2002). Nel 2006 la coppia ha divorziato. Nella canzone Precious dell'album Playing the Angel, Gore parla del trauma che il divorzio ha causato ai loro figli.
Parla ottimamente il tedesco, avendolo imparato a scuola (con cui partecipò a uno scambio culturale nella cittadina di Erfde) e avendo vissuto in Germania negli anni '80. È possibile sentirlo "all'opera" nel brano Das Lied vom einsamen Mädchen di Counterfeit².
Nel 1999 ha ricevuto il premio Ivor Novello dalla BASCA (British Academy of Songwriters, Composers and Authors) per il suo successo internazionale.
La sua presa di posizione contro i talent show resa al settimanale Music Week "Non voglio incitare alla violenza, ma credo che qualcuno debba sparare a Simon Cowell" (l'ideatore di X Factor) ha suscitato grandi polemiche.
Nel 2009 è stato citato in un tribunale di San Jose in California quale perito giurato in tema di tristezza, solitudine e alienazione nel corso di una causa intentata contro i creatori del videogioco World of Warcraft da un tale Erik Estavillo: costui si dichiarava alienato dal mondo a causa della propria dipendenza dal videogame (per la stessa "competenza in materia" è stata citata anche l'attrice Winona Ryder).
Dal 2000 vive a Santa Barbara, in California, anno in cui vi si trasferì con l'allora moglie e i figli.
Il 12 giugno 2014, dopo 3 anni di fidanzamento, si è sposato con l'attrice Kerrilee Kaski. La coppia ha avuto due figlie, Johnnie Lee (2016) e Mazzy Lee (2017).
Gore è vegetariano dal 1983.

## Discografia

### Da solista
Album in studio
- 2003 – Counterfeit²
- 2015 – MG

EP
- 1989 – Counterfeit e.p.
- 2015 – MG Remix EP
- 2021 – The Third Chimpanzee

Singoli
- 1989 – Compulsion
- 1989 – In a Manner of Speaking
- 2003 – Stardust
- 2003 – Loverman
- 2015 – Europa Hymn
- 2020 – Mandrill
- 2021 – Howler

### Con i Depeche Mode
- 1981 – Speak & Spell
- 1982 – A Broken Frame
- 1983 – Construction Time Again
- 1984 – Some Great Reward
- 1986 – Black Celebration
- 1987 – Music for the Masses
- 1990 – Violator
- 1993 – Songs of Faith and Devotion
- 1997 – Ultra
- 2001 – Exciter
- 2005 – Playing the Angel
- 2009 – Sounds of the Universe
- 2013 – Delta Machine
- 2017 – Spirit
- 2023 – Memento mori

### Con i VCMG
Album in studio
- 2012 – Ssss

EP
- 2011 – EP 1/Spock
- 2012 – EP 2/Single Blip
- 2012 – EP 3/Aftermaths

## Filmografia
- 101, regia di D. A. Pennebaker (1989)